# Stefan Terlezki
Stefan Terlezki (* 29. Oktober 1927 in Oleszow, Ukraine; † 21. Februar 2006) war ein konservativer Abgeordneter des Britischen Parlaments. 
Nach der Invasion der deutschen Wehrmacht im Jahre 1942 wurde er mit 14 Jahren in ein Zwangsarbeiterlager im steirischen Voitsberg deportiert. 1945 konnte er flüchten und auf Umwegen nach Großbritannien einreisen. Stefan Terlezki wurde 1968 Parlamentarier in Cardiff und war 1983 der erste gebürtige Ukrainer, der je im britischen Parlament Einzug gehalten hatte.
Terlezki war Präsident des Fußballclubs Cardiff City.

## Werke
- From War to Westminster. Leo Cooper, 2005, ISBN 1-84-415265-0.